# پهلوانان (مجموعه تلویزیونی)
پهلوانان مجموعهٔ تلویزیونی پویانمایی ایرانی به نویسندگی و کارگردانی سیاوش زرین‌آبادی و تهیه‌کنندگی علیرضا گلپایگانی است. این مجموعه توسط شرکت حرکت کلیدی و به سفارش مرکز پویانمایی صبا تولید شده است و فصل اول آن در ۲۰ اسفند ۱۳۸۶ توسط شبکه دو به نمایش درآمد. این انیمیشن یکی از بهترین و پرطرفدارترین انیمیشن‌های ایرانی است. فصل پنجم این مجموعه نیز در نوروز ۱۴۰۱ و فصل ششم در نوروز ۱۴۰۲ و همچنین فصل هفتم آن در نوروز ۱۴۰۴ از شبکه یک پخش شدند.
این مجموعه چند بار توسط شبکه‌های دیگر سیما از جمله شبکه پویا، شبکه امید و شبکه قرآن بازپخش شده است. پهلوانان به زبان‌های عربی و ترکی نیز دوبله شده است.

## خلاصهٔ داستان
داستان انیمیشن «پهلوانان» دربارهٔ پهلوانی به نام «پوریای ولی» است که شاگردانش را در زورخانه ای تعلیم می‌دهد. «اسکندر» که داروغه شهر است میانهٔ خوبی با پهلوان پوریا ندارد و دائم به فکر سرکوب او هست.
پوریای ولی استاد زورخانه و آهنگر شهر با تیزهوشی و همکاری شاگردانش: پهلوان یاور، پهلوان صفی و پهلوان مفرد، در مقابل مکر و حیلهٔ اسکندرخان داروغهٔ طمّاع، حریص و جاه‌طلب شهر خوارزم و گزمه‌ها، ایستادگی و مبارزه می‌کند.
تکه کلام معروف پهلوانان از پوریای ولی «یا علی مدد» است. صحنه‌های هیجان‌انگیز و طنز این مجموعه باعث جذابیت بیشتر آن شده است. همچنین گفته‌های پوریای ولی در این انیمیشن آمیخته با نکات پند آموز، اخلاقی و فرهنگی است. داستان این مجموعه در خوارزم از شهرهای خراسان قدیم در قرن هشتم هجری قمری می‌گذرد.

## صداپیشگان
پهلوانان در طی هفت فصل، صداپیشگان زیادی را داشته است که یکی از نقاط قوت این انیمیشن، دوبله زیبا و دلنشین آن، به ویژه در نقش‌های اصلی بوده است.

### صداپیشگان نقش‌های اصلی
سرپرست گویندگان: حمیدرضا آشتیانی‌پور
- بیژن علی‌محمدی در نقش پوریای ولی (چهار فصل اول)
- حمیدرضا آشتیانی‌پور در نقش صَفی/ حاکم/ پوریای ولی (فصل پنجم تا هفتم)
- امیرمحمد صمصامی در نقش یاور
- ظفر گرایی در نقش مفرد (چهار فصل اول)
- سعید شیخ‌زاده در نقش مفرد (فصل پنجم تا هفتم)
- علی همت مومی‌وند در نقش اسکندر
- شهروز ملک‌آرایی در نقش تیمور (چهار فصل اول)
- شهراد بانکی در نقش تیمور (فصل پنجم تا هفتم)
- تورج نصر در نقش طوطی/ طغرل گزمه
- ولی‌الله مؤمنی در نقش غلام گزمه (دو فصل اول)
- حسن کاخی در نقش غلام گزمه (فصل سوم تا هفتم)
- مینا قیاسپور در نقش گلرخ
- سیامک اطلسی در نقش خواجه ارغون (چهار فصل اول)
- علی اصغر رضایی نیک در نقش خواجه ارغون (فصل پنجم تا هفتم)

### صداپیشگان در نقش‌های گوناگون
| نام                  | حضور در فصل      |
| -------------------- | ---------------- |
| اکبر منانی           | فصل اول          |
| ناصر خویشتن‌دار       | فصل اول          |
| ژیلا اشکان           | فصل اول تا سوم   |
| مریم نوری درخشان     | فصل اول          |
| مجتبی فتح‌الهی        | فصل اول          |
| شایسته تاج‌بخش        | فصل اول و سوم    |
| کریم منوچهری         | فصل دوم          |
| شهرزاد ثابتی         | فصل دوم          |
| مینا شجاع            | فصل دوم          |
| شیلا آژیر            | فصل دوم          |
| هادی جلیلی           | فصل دوم تا ششم   |
| علیرضا شایگان        | فصل چهارم        |
| فاطمه نیرومند        | فصل چهارم        |
| حسین خدادادبیگی      | فصل چهارم تا ششم |
| مریم استاد حسن بنایی | فصل پنجم و ششم   |
| علیرضا شایگان        | فصل پنجم و ششم   |
| اعظم السادات دلبری   | فصل پنجم و ششم   |
| اسفندیار مهرتاش      | فصل ششم          |
| فائقه مرادی          | فصل ششم          |

## شخصیت‌ها

### یاران زورخانه

##### پوریای ولی
پوریای ولی، از پهلوانان نامدار و محبوب تاریخ ایران است. او در زورخانه‌ای در شهر خوارزم به ورزش‌های پهلوانی پرداخته و شاگردانی را تربیت می‌کند. در شهر هرکس نیاز به کمک داشته باشد، سراغ پوریای ولی را می‌گیرد. پوریا علاوه بر ورزش، به شاعری نیز می‌پردازد.

##### یاور
یکی از شاگردان جوان پوریا که وفتی کودک بود، پدرش را در حملهٔ گرگ‌ها از دست داد و مادرش نیز اندکی بعد سخت بیمار شد و درگذشت. این‌گونه شد که پوریای ولی او را نزد خود برد و او را همچون پسر خودش بزرگ کرد. یاور از همان کودکی آیین جوانمردی را نزد پوریا آموخت و بعد که بزرگتر شد و به سن جوانی رسید، از پوریا کاسهٔ آب جوانمردی را گرفت و آن را نوشید.

##### مفرد
مفرد که قبلاً دزد بوده، بعد از فداکاری‌ای که پوریا در حق او انجام داد، بازگشت و در زمرهٔ شاگردان او قرار گرفت. اکنون به حرفهٔ سلمانی مشغول است. از ویژگی‌های برجستهٔ او می‌توان به هوش و ذکاوت بالا، تقلید صدا و تردستی اشاره کرد. عملاً مغز متفکر گروه مفرد است و هنگامی که هیچ‌کس فکری به ذهنش نمی‌رسد، مفرد فکر بکری به سرش می‌زند.

##### صفی
صفی از لشکریان بلخ بوده و بعد از جنگی که با اشرار داشت، تمام یاران باوفایش را از دست داد. او که طاقت دیدن زن‌ها و بچه‌های داغدار را ندارد، به خوارزم آمده تا جایی برای خودش پیدا کند. در مسابقه‌ای اسکندر را شکست داد و به خاطر اختلافی که با او پیدا کرد، اسکندر به دنبال او گذاشت تا او را پیدا کرده و به سزای عملش برساند. صفی به زورخانه پناه برد تا پوریا کمکش کند. مفرد تمام موها و محاسن او را کوتاه کرد تا از روی چهره‌اش شناخته نشود. بعد هم او را نزد اوستا نمدمال بردند تا به عنوان شاگرد به او کمک کند. او اسبی به نام شبدیز داشت که بعد از این ماجراها، او را آزاد کرد. صفی مغز متفکر مفرد را ندارد اما زور بازوی زیادی دارد.

### درباریان

##### اسکندر
داروغۀ شهر خوارزم که بسیار طماع و حریص است. اسکندر به خاطر شهرت پوریا به شدت از او متنفر است و همیشه سعی می‌کند پوریا را در نظر مردم بد جلوه دهد و خودش را شخصی وارسته و بزرگوار جلوه دهد.

##### تیمور
تیمور زیردست اسکندر است و همیشه به او در پیشبرد اهدافش کمک می‌کند اما هیچ‌وقت موفق نمی‌شود. او بسیار چاق است و همیشه برای اسکندر چاپلوسی می‌کند بلکه مواجبش را کمی بیشتر کند.

##### حاکم خوارزم
حاکم خوارزم فردی بسیار ضعیف است که زود خسته می‌شود و همیشه خوابش می‌آید.

## پهلوانان در سایت IMDb
در بهمن ماه ۱۴۰۰ و پس از اینکه خبر ساخت فصل جدید و پخش پهلوانان در نوروز ۱۴۰۱ منتشر شد، کاربران ایرانی تلگرام و طرفداران این انیمیشن به صورت دسته جمعی، اقدام به امتیازدهی کامل ۱۰ از ۱۰ به این انیمیشن در سایت IMDb کردند. با این اقدام، رتبه انیمیشن پهلوانان در فهرست برترین سریال‌های بانک اطلاعات فیلم‌ها (IMDb) به تدریج بالا و بالاتر رفت و این انیمیشن ایرانی وارد فهرست ۲۵۰ سریال برتر تاریخ از نگاه کاربران این سایت شد.
بیش از ۱۰۰ هزار کاربر به انیمیشن پهلوانان امتیاز کامل دادند و این انیمیشن، سریال‌هایی همچون فرندز، پیکی بلایندرز، بازی تاج‌وتخت، انیمه حمله به تایتان، بازی مرکب و برکینگ بد را در فهرست وبسایت IMDb پشت‌سر گذاشت و در رتبه اول بهترین سریال جهان، قرار گرفت.
در نهایت، کاربران ایرانی زیادی در IMDb به این انیمیشن امتیاز بالا دادند و از طرفی طرفداران سریال‌های محبوب دیگر نیز به این سریال انیمیشنی امتیاز پایین دادند تا رتبه آن پایین بیاید. این انیمیشن در چند روز، حدود ۱۱۰ هزار رای گرفت و IMDb به این قضیه مشکوک شد و در نهایت آن را از فهرست ۲۵۰ عنوان برتر بانک اطلاعات اینترنتی فیلم‌ها (IMDb) حذف کرد. هجوم کاربران ایرانی به IMDb و دادن امتیاز بالا به پهلوانان موجب شد این انیمیشنی که روزهایی در صدر جدول IMDb بود، در پایان، اثری از این سریال حتی در میان ۲۵۰ عنوان برتر هم نباشد. این سایت، امتیاز پهلوانان را از ۱۰ به ۹/۴ تغییر داد و به نظر می‌رسد سیستم رای‌گیری و میانگین‌گیری دیگری برای این سریال در نظر گرفته است.

## فهرست قسمت‌ها
پهلوانان در هفت فصل، مجموعاً دارای هشتاد و پنج قسمت است.
| فصل       | تعداد قسمت‌ها | از قسمت | تا قسمت |
| --------- | ------------ | ------- | ------- |
| فصل اول   | ۱۳ قسمت      | ۱       | ۱۳      |
| فصل دوم   | ۱۳ قسمت      | ۱۴      | ۲۶      |
| فصل سوم   | ۱۳ قسمت      | ۲۷      | ۳۹      |
| فصل چهارم | ۱۳ قسمت      | ۴۰      | ۵۲      |
| فصل پنجم  | ۱۳ قسمت      | ۵۳      | ۶۵      |
| فصل ششم   | ۱۳ قسمت      | ۶۶      | ۷۸      |
| مجموع     | ۷۸ قسمت      | ۱       | ۷۸      |

### فصل اول
| شماره قسمت در فصل اول | شماره قسمت در کل فصل‌ها | نام قسمت          |
| ۱                     | ۱                      | کبادهٔ پهلوان حیدر |
| ۲                     | ۲                      | صفی               |
| ۳                     | ۳                      | ببر زنده          |
| ۴                     | ۴                      | معرکه‌گیر          |
| ۵                     | ۵                      | سنگ آسیاب         |
| ۶                     | ۶                      | پیکی از خیوه      |
| ۷                     | ۷                      | مالیات عقب‌افتاده  |
| ۸                     | ۸                      | گرگ‌ها             |
| ۹                     | ۹                      | شمشیر پوریا       |
| ۱۰                    | ۱۰                     | گنج               |
| ۱۱                    | ۱۱                     | مسابقهٔ اسب‌دوانی   |
| ۱۲                    | ۱۲                     | دختر حاکم         |
| ۱۳                    | ۱۳                     | دزد اسب‌ها         |

### فصل دوم
| شماره قسمت در فصل دوم | شماره قسمت در کل فصل‌ها | نام قسمت        |
| ۱                     | ۱۴                     | طوطی سخنگو      |
| ۲                     | ۱۵                     | گرد سیاه        |
| ۳                     | ۱۶                     | جبّار            |
| ۴                     | ۱۷                     | قول یک دزد      |
| ۵                     | ۱۸                     | امانت           |
| ۶                     | ۱۹                     | فیل جنگی        |
| ۷                     | ۲۰                     | صفدر            |
| ۸                     | ۲۱                     | فتوت‌نامهٔ آهنگری |
| ۹                     | ۲۲                     | حکیم دربار      |
| ۱۰                    | ۲۳                     | شرح احوال       |
| ۱۱                    | ۲۴                     | گنج اسکندر      |
| ۱۲                    | ۲۵                     | امیرهوشنگ       |
| ۱۳                    | ۲۶                     | کیمیاگر         |

### فصل سوم
| شماره قسمت در فصل سوم | شماره قسمت در کل فصل‌ها | نام قسمت        |
| ۱                     | ۲۷                     | عیّار سیاه‌پوش    |
| ۲                     | ۲۸                     | وصیت خواجه سهیل |
| ۳                     | ۲۹                     | ستارهٔ نجم‌الضّرر  |
| ۴                     | ۳۰                     | میراث صحاف      |
| ۵                     | ۳۱                     | کهنه‌سوار        |
| ۶                     | ۳۲                     | بلقیس           |
| ۷                     | ۳۳                     | راما و مارها    |
| ۸                     | ۳۴                     | شبدیز           |
| ۹                     | ۳۵                     | صفّار            |
| ۱۰                    | ۳۶                     | سالار           |
| ۱۱                    | ۳۷                     | فدایی           |
| ۱۲                    | ۳۸                     | آهنگریِ یاور     |
| ۱۳                    | ۳۹                     | بار دنیا        |

### فصل چهارم
| شماره قسمت در فصل چهارم | شماره قسمت در کل فصل‌ها | نام قسمت      |
| ۱                       | ۴۰                     | طرّار بصره     |
| ۲                       | ۴۱                     | شمس پرنده     |
| ۳                       | ۴۲                     | خنزیر         |
| ۴                       | ۴۳                     | فرّخ‌لقا        |
| ۵                       | ۴۴                     | حبّ فلونیا     |
| ۶                       | ۴۵                     | گوهرتراش      |
| ۷                       | ۴۶                     | مرتاض         |
| ۸                       | ۴۷                     | خلیل آسیابان  |
| ۹                       | ۴۸                     | بازگشت به بلخ |
| ۱۰                      | ۴۹                     | شکارچی خرس    |
| ۱۱                      | ۵۰                     | دلقک          |
| ۱۲                      | ۵۱                     | قوش           |
| ۱۳                      | ۵۲                     | توبهٔ تیمور    |

### فصل پنجم
| شماره قسمت در فصل پنجم | شماره قسمت در کل فصل‌ها | نام قسمت       |
| ۱                      | ۵۳                     | گلرخ           |
| ۲                      | ۵۴                     | اژدر           |
| ۳                      | ۵۵                     | فیروز و پیروز  |
| ۴                      | ۵۶                     | بز کوهی        |
| ۵                      | ۵۷                     | فیل بر دوش     |
| ۶                      | ۵۸                     | پهلوان حشمت    |
| ۷                      | ۵۹                     | مدیحه‌گو        |
| ۸                      | ۶۰                     | داستان دو شهر  |
| ۹                      | ۶۱                     | قلمدان آهنی    |
| ۱۰                     | ۶۲                     | فرمانده طهماسب |
| ۱۱                     | ۶۳                     | نومرید         |
| ۱۲                     | ۶۴                     | مَلِک‌التجّار      |
| ۱۳                     | ۶۵                     | حاکم قلّابی     |

### فصل ششم
| شماره قسمت در فصل ششم | شماره قسمت در کل فصل‌ها | نام قسمت        |
| ۱                     | ۶۶                     | داروغهٔ جدید     |
| ۲                     | ۶۷                     | صندوق امانات    |
| ۳                     | ۶۸                     | نور پسر میرصلاح |
| ۴                     | ۶۹                     | دکمه‌های جادویی  |
| ۵                     | ۷۰                     | طلاساز          |
| ۶                     | ۷۱                     | معیّر            |
| ۷                     | ۷۲                     | وقف زورخانه     |
| ۸                     | ۷۳                     | سرِ نترس         |
| ۹                     | ۷۴                     | سیف‌الدّین        |
| ۱۰                    | ۷۵                     | شاه‌دزد          |
| ۱۱                    | ۷۶                     | رودخانهٔ خروشان  |
| ۱۲                    | ۷۷                     | خشم و پشیمانی   |
| ۱۳                    | ۷۸                     | قهرمان شهر      |

## تولید
پیش‌تولید فصل اول این مجموعه ۷ ماه و تولید آن به صورت گروهی حدود ۲ سال به طول انجامید. این فصل به روش فریم به فریم ساخته شد. در فصل سوم علاوه بر این روش، از نرم‌افزارهای دوبعدی نیز استفاده شد و از فصل چهارم به بعد روش فریم به فریم به کل از این سریال حذف شد.

## جوایز
- جایزهٔ برترین کارگردان مجموعه و سریال در سومین جشنواره تلویزیونی جام جم (سیاوش زرین‌آبادی)[۱۷]